# ديبي كولينز
ديبي كولينز (بالإنجليزية: Debbie Collins)‏ هي عارضة نيجيرية، ولدت في 15 أبريل 1992.